# Burgwedel
Burgwedel er en by i Region Hannover i Niedersachsen, Tyskland. Den ligger ca. 15 km nordøst for Hannover.